# Troglodyci

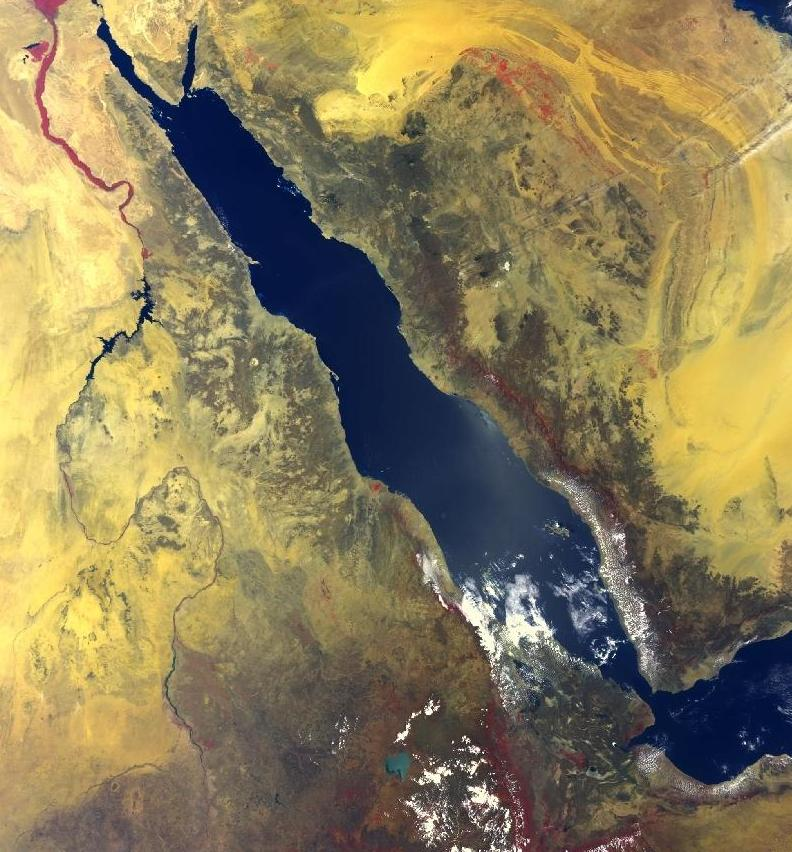
Morze Czerwone, którego zachodni brzeg zamieszkiwały ludy troglodyckie

Troglodyci (gr. Τρωγλοδύται) – określenie ludów zamieszkujących wybrzeże północno-wschodniej Afryki nad Morzem Czerwonym, rzadziej także prostych ludów w Europie (Tracja, Dacja). Stosowane przez greckich i rzymskich historyków i geografów. Za geograficzny zasięg zamieszkania ludów troglodyckich obecnie najczęściej przyjmuje się rejon wybrzeża od współczesnej miejscowości Barnis (starożytne Berenice Troglodytica) w południowo-wschodnim Egipcie po Somalię.
Aktualnie pod nazwą „Troglodytów” umieszcza się zwykle ludy Afarów i Tuaregów, a czasem również żyjący w Czadzie, Libii, Nigrze i Sudanie lud Tubu, którego nazwa dosłownie oznacza skalnych ludzi.

## Etymologia
Wywodzi się od greckich słów trōglē – jaskinia i dytes – nurkowie. Dosłownie oznacza „jaskiniowców”. Wiąże się z miejscem zamieszkiwania tej ludności.

## Występowanie w źródłach

### Grecja
Najwcześniej o Troglodytach – w poł. V w. p.n.e. – pisał Herodot w swoich Dziejach. Określił ich jako czarnoskóry lud Etiopów, na który „polowali” z rydwanów Garamantowie, lud zamieszkujący znaczne obszary północnej Afryki. Według Herodota Troglodyci mieszkali w jaskiniach, jedli jaszczurki i węże. Ich język miał przypominać „brzęczenie nietoperzy”.
Trogodytów (bez „l”) wspominał również Agatarchides z Knidos w dziele O Morzu Czerwonym (II w. p.n.e.). Oryginał jednak nie zachował się, a wszelkie zachowane z tej książki informacje pochodzą jedynie z wyciągów poczynionych przez patriarchę Focjusza oraz historyków Diodora i Strabona.
W Geografii Strabona (przełom I w. p.n.e./I w. n.e.), siedziby Troglodytów zostały umieszczone w Europie. Według tego historyka i geografa, mieszkali oni wspólnie z trackim lub dackim plemieniem Krobyzoi (gr. Κρόβυζοι) na obszarze tzw. Scytii Mniejszej (obecna Dobrudża i okolice) nad rzeką Ister. W pobliżu miały się znajdować kolonie greckie: Callatis (ob. Mangalia) i Tomis (ob. Konstanca).
Periplus Morza Erytrejskiego z I/II w. n.e. opisuje z kolei Troglodytów (używając jednak ogólnej nazwy barbarzyńcy) jako ludzi mieszkających poniżej portu Berenice, żywiących się rybami, którzy mieszkają w jaskiniach w wąskich dolinach. Mieli mieszkać na prawym (tj. zachodnim) brzegu Morza Czerwonego.

### Rzym
Spośród Rzymian, najwięcej wspominał o Troglodytach Pliniusz Starszy (23–79 n.e.) w swojej Historii naturalnej. Jednakże w jego dziele „Troglodytami” są różne ludy na niskim stopniu ucywilizowania. W księdze II-giej wspomina o Berneics, jako o miejscowości troglodyckiej. A w księdze V-tej, że mieszkają oni tydzień drogi na północny wschód od Etiopów, od których pozyskuje się szmaragdy. Jednakże w księdze IV-tej wspomina o Troglodytach w odniesieniu do potomków Scytów.
Żydowski historyk Józef Flawiusz (37–94 n.e) w Dawnych dziejach Izraela (znanych również jako Starożytności żydowskie), wspomina o ziemiach Troglodytów przy wywodzie potomków Abrahama i jego drugiej żony – Ketury. Mieli mieć oni sześciu synów, a ci doczekali się wielu kolejnych. Następnie Abraham postanowił osiedlić zarówno synów, jak i wnuków w „koloniach”. Potomkowie ci opanować mieli w konsekwencji terytoria Troglodytów oraz krainę Arabia Felix.
W Kronice Hipolita Rzymskiego, Troglodyci zostali wywiedzeni od Puta, syna Chama, a wnuka Noego. Tłumaczyć to miało brak ich ucywilizowania (Cham z potomstwem miał zostać przeklęty przez swojego ojca).